# HTV31
HTC J butterfly HTV31（エイチティーシー ジェイ バタフライ エイチティーブイ サンイチ）は、台・HTC（輸入元・HTC NIPPON）によって開発された、auブランドを展開するKDDIおよび沖縄セルラー電話の第3.9世代移動通信システム（au 4G LTE/au VoLTE）、第4世代移動通信システム（au 4G LTE CA/WiMAX2+）対応スマートフォンである。

## 概要
HTL23の後継機種で、カメラとAV性能が大幅に強化されている。
カメラは従来の1300万画素から2020万画素にスペックアップ。さらにインカメラは日本国内のスマートフォンでは最高画質となる1300万画素となっており、自撮りに最適な形となっている。特にインカメラでの4K動画撮影機能は稀少で、2019年に至っても各社フラグシップスマートフォンがほとんど追随し得ていない。グローバル版に当たるHTC M9(2015年版)には搭載されていないデュオカメラは、本機種には引き続き搭載されている。
AV性能面ではディスプレイの前後にデュアルフロントスピーカーを搭載しており、さらにドルビーオーディオを搭載する事によってスマートフォンで5.1サラウンドを実現している。
なお、赤外線はリモコン操作用のポートは搭載しているものの、赤外線通信に対応していない。
キャッチコピーは「あきないスマホ」。

## その他機能
※PC向けWebブラウザはGoogle Chromeを標準装備。携帯向けサイト(EZWeb)は他のスマートフォンやPCと同じく閲覧不可。
| 主な機能・対応サービス                                                  | 主な機能・対応サービス                               | 主な機能・対応サービス                  | 主な機能・対応サービス         |
| ----------------------------------------------------------------------- | ---------------------------------------------------- | --------------------------------------- | ------------------------------ |
| auウィジェット Webブラウザ                                              | LISMO! for Android （ハイレゾ音源対応版） LISMO WAVE | おサイフケータイ NFC おくだけ充電（Qi） | ワンセグ フルセグ DLNA/DTCP-IP |
| au one メール PCメール Gmail EZwebメール                                | デコレーションメール デコレーションアニメ            | Friends Note                            | PCドキュメント                 |
| au Smart Sports Run & Walk Karada Manager ゴルフ(web版) Fitness、歩数計 | GPS 方位計                                           | au oneナビウォーク au one助手席ナビ     | au one ニュースEX au one GREE  |
| auベーシックホーム じぶん銀行                                           | 緊急速報メール                                       | Bluetooth                               | 無線LAN機能 (Wi-Fi)            |
| 赤外線通信                                                              | au VoLTE WIN HIGH SPEED au 4G LTE WiMAX2+            | グローバルパスポート                    | auフェムトセル                 |
| microSD microSDHC microSDXC                                             | モーションセンサー(6軸)                              | 防水 防塵                               | 簡易留守録 着信拒否設定        |

- 安心セキュリティパックはフル対応

## 歴史
- 2015年5月14日 - KDDI、およびHTC NIPPONより公式発表。
- 2015年6月5日 - 発売開始。